# Vijlen (wijnstreek)
Vijlen is vanaf 12 november 2018 een beschermde oorsprongsbenaming (BOB) voor wijn geproduceerd in een afgebakend gebied nabij de gelijknamige plaats in de Nederlandse gemeente Vaals. De bescherming van deze appellatie werd op 12 februari 2016 aangevraagd  en de Europese Commissie heeft het besluit tot bescherming genomen op 5 november 2018 en zeven dagen later gepubliceerd.

## Wijnbouwgebied
Het afgebakende gebied 'Vijlen' behoort tot de gemeente Vaals, gelegen in Zuid-Limburg. Het gebied is relatief hoog gelegen, met wijngaarden tussen de 170 en 220 meter NAP. Rondom het gebied liggen diverse beken, waaronder de Selzerbeek, Harleserbeek en de Lombergbeek. De beschermde oorsprongsbenaming geldt alleen voor de gebieden binnen Vijlen waar de bodem bestaat uit een mengsel van vuursteen, kiezel en kalksteen. De bovenste laag moet bestaan uit löss. Deze bodemsamenstelling zorgt ervoor dat water goed kan wegstromen. De relatief hoge ligging van de wijngaarden maakt de kans op mist kleiner. Mist kan leiden tot schadelijke groei van Botrytisschimmels op de schil van de druiven. 
Wijngaard St. Martinus is het oudste wijnbedrijf binnen dit gebied, en met 28 hectare tevens de grootste wijngaard in Nederland. Dit bedrijf plant sinds 1988 druivenrassen in het gebied aan (Solaris, Johanniter, Cabernet Cortis, Pinotin, Acolon, Monarch en Baron). Sinds 2009 is Domein Holset de tweede wijngaard in het gebied.

## Druiven
De toegestane druivenrassen zijn:
- voor witte wijn: Pinot Gris, Chardonnay, Solaris, Johanniter, Souvignier Gris, Muscaris, Cabernet Blanc;
- voor rode wijn: Monarch, Cabernet Cortis, Pinot Noir, Baron, Pinotin.